# Den galanta stilen
Den galanta stilen är en stilriktning under rokokon som var mellan barocken och wienklassicism (mellan ca 1720 och 1770). Den galanta stilen har sin utgångspunkt i Frankrike med mest pianomusik medan det i Tyskland hette "Den känslosamma stilen" med mänskliga lidelser och känslor.
Från 1720-talet började kompositörer som Antonio Vivaldi, Jean-Fery Rebel, Jean-Philippe Rameau och många andra till en viss del att experimentera med musiken. Georg Philipp Telemanns senare produktioner kan också ses som galant musik trots att han fortfarande använde kontrapunkt och tillhör barocken. Med tiden kom också orkesterackompanjemangen att moderniseras vilket bland annat märks i senare kompositioner av Johan Helmich Roman och hos Johan Agrell, som dessutom utvecklade sonatformen.
Den nästkommande generationen började komponera klaver- och orgelkonserter vilka tidigare hade komponerats endast av Georg Friedrich Händel och Johann Sebastian Bach. Dessutom skrevs de första symfonierna, vilka var en vidareutveckling av sinfonian. 
Bachs musikaliska söner hade stor betydelse för utvecklingen av musiken, under den galanta stilen. Speciellt Carl Philipp Emanuel Bach och Johann Christian Bach fortsatte tillsammans med flera samtida att komponera i utvecklingsfasen och stilriktningen "Sturm und drang".
Medan Rokoko är ett mer alldagligt namn på själva perioden är den galanta stilen en benämning på stilriktningen. Men man kan likväl säga att en komposition har komponerats under rokokon. I övrigt är den galanta stilen inte någon tidsperiod man pratar om, istället används Rokoko eller den tidsepok (barocken eller wienklassicism) som man anser att kompositören mest tillhörde. Quantz anses vara en barockkompositör och Haydn en wienklassisk kompositör men om sanningen ska fram så gick Quantz över till den galanta stilen och Haydn inledde sin bana där. Dock utgick Quantz kompositioner från senbarocken med galanta drag medan Haydns kompositioner utgick från den galanta stilen och vidare till stilriktningen "Sturm und Drang" och sedan till wienklassicism.
Listan över kompositörer som skrev i galant stil är indelad i tre grupper. Första gruppen innehåller kompositörer som levde under senbarocken, från slutet av 1600-talet fram till mitten av 1700-talet. Andra gruppen utgörs av kompositörer som levde från början av 1700-talet och som hade kommit längre i utvecklingen av den galanta stilen. Tredje gruppen innehåller kompositörer som startade i galant stil men övergick till det senare skedet, Sturm und Drang och där vissa räknas som wienklassiska kompositörer.

## Kompositörer från senbarocken som delvis komponerade i galant stil
Observera att ett flertal av kompositörerna i denna kategori är födda tidigt 1700-tal och är bland de sista kompositörer som räknas till barocken.
- Jean-Fery Rebel (1666 - 1747)
- François Couperin (1668 - 1733)
- Antonio Vivaldi (1678 - 1741)
- Georg Philipp Telemann (1681 - 1767)
- Jean-Philippe Rameau (1683 - 1764)
- Johan Helmich Roman (1694 - 1758)
- Johann Joachim Quantz (1697 - 1773)
- Johan Agrell (1701 - 1765/67)
- Giovanni Battista Sammartini (1700/1701 - 1775)
- Johann Gottlieb Graun (1703 - 1771)
- Wilhelm Friedemann Bach (1710 - 1784) (anses ibland vara den sista barocktonsättaren av stor betydelse)

## Kompositörer som började sitt komponerande i den galanta stilen
Dessa kompositörer började sitt komponerade under den galanta stilen. Vissa kompositörer skrev i stilriktningen "Sturm und drang".
- Baldassare Galuppi (1706 - 1785)
- Thomas Arne (1710 - 1778)
- William Boyce (1711 - 1779
- John Stanley (1712 - 1786)
- Johann Stamitz (1717 - 1757) (En av de viktigaste kompositörerna för den galanta stilens utveckling)

## Kompositörer som komponerar i Galant stil och Sturm und drang
De flesta av dessa kompositörer övergick till nästa skede, Sturm und Drang och vissa räknas till wienklassicismen.
- Carl Philipp Emanuel Bach (1714 - 1788) (En av de viktigaste kompositörerna för musikens utveckling under 1700-talet)
- Karl Friedrich Abel (1723 - 1787)
- Johann Christoph Friedrich Bach (1732 - 1795)
- Joseph Haydn (1732 - 1809)
- Johann Christian Bach (1735 - 1782)
- Michael Haydn (1737 - 1806)
- Luigi Boccherini (1743 - 1805)
- Joseph Martin Kraus (1756 - 1792)
- Wolfgang Amadeus Mozart (1756 - 1791) (Trots att Mozart är en av de största inom wienklassicismen tillhör hans tidigaste verk Den galanta stilen och Sturm und drang-perioden)